# Хенерал Ескобедо
Хенерал Ескобедо (на испански: General Escobedo) е град в щата Нуево Леон, Мексико. Хенерал Ескобедо е с население от 352 444 жители (по данни от 2010 г.) и обща площ от 207,06 км². Основан е на 25 април 1604 г. Намира се на 510 м н.в. Кръстен е на генерал Мариано Ескобедо.